# Назарча (Констанца)
Назарча (рум. Nazarcea) насеље је у Румунији у округу Констанца у општини Поарта Алба. Oпштина се налази на надморској висини од 22 m.

## Становништво
Према подацима из 2002. године у насељу је живело 484 становника.

### Попис2002.
| Расподела становништва по националности 2002.‍ | Расподела становништва по националности 2002.‍ | Расподела становништва по националности 2002.‍ | Расподела становништва по националности 2002.‍ | Расподела становништва по националности 2002.‍ |
| --------------------------------------------- | --------------------------------------------- | --------------------------------------------- | --------------------------------------------- | --------------------------------------------- |
|                                               |                                               |                                               |                                               |                                               |
| Румуни                                        | Румуни                                        |                                               | 472                                           | 98,7%                                         |
| Турци                                         | Турци                                         |                                               | 6                                             | 1,3%                                          |